# Boogschieten op de Olympische Zomerspelen 1920
Boogschieten is een van de sporten die beoefend werden tijdens de Olympische Zomerspelen 1920 in Antwerpen.

## Heren

### Staande wip, grote vogels, individueel
| rang   | sporter              | land | score |
| ------ | -------------------- | ---- | ----- |
| Goud   | Edmond Cloetens      | BEL  | 13    |
| Zilver | Louis Van de Perck   | BEL  | 11    |
| Brons  | Firmin Flamand       | BEL  | 7     |
| 4      | Edmond Van Moer      | BEL  | 6     |
| 5      | Joseph Hermans       | BEL  | 5     |
| 6      | Auguste Van De Verre | BEL  | 3     |

### Staande wip, grote vogels, team
| rang | sporters                                                                                              | land | score |
| ---- | --- | ---- | ----- |
| Goud | Edmond Cloetens Louis Van de Perck Firmin Flamand Edmond Van Moer Joseph Hermans Auguste Van De Verre | BEL  | 31    |

Slechts één deelnemende ploeg.

### Staande wip, kleine vogels, individueel
| rang   | sporter              | land | score |
| ------ | -------------------- | ---- | ----- |
| Goud   | Edmond Van Moer      | BEL  | 11    |
| Zilver | Louis Van de Perck   | BEL  | 8     |
| Brons  | Joseph Hermans       | BEL  | 6     |
| 4      | Firmin Flamand       | BEL  | 5     |
| 5      | Edmond Cloetens      | BEL  | 4     |
| 6      | Auguste Van De Verre | BEL  | 1     |

### Staande wip, kleine vogels, team
| rang | sporters                                                                                              | land | score |
| ---- | --- | ---- | ----- |
| Goud | Edmond Van Moer Louis Van de Perck Joseph Hermans Firmin Flamand Edmond Cloetens Auguste Van De Verre | BEL  | 25    |

Slechts één deelnemende ploeg.

### Bewegend vogeldoel, 50 m, individueel
| rang   | sporter          | land | score |
| ------ | ---------------- | ---- | ----- |
| Goud   | Julien Brulé     | FRA  | 134   |
| Zilver | Hubert Van Innis | BEL  | 106   |

Slechts twee deelnemende schutters.

### Bewegend vogeldoel, 50 m, team
| rang   | sporters | land | score |
| ------ | --- | ---- | ----- |
| Goud   | Hubert Van Innis Pierre Van Thielt Edmond De Knibber Louis Van Beeck Louis Fierens Alphonse Allaert Louis Delcon Jérôme De Mayer | BEL  | 2701  |
| Zilver | Julien Brulé Pascal Fauvel Léonce Quentin Eugène Grisot Eugène Richez Paul Leroy Artur Mabellon Léon Epin                        | FRA  | 2493  |

Slechts twee deelnemende ploegen.

### Bewegend vogeldoel, 33 m, individueel
| rang   | sporter          | land | score |
| ------ | ---------------- | ---- | ----- |
| Goud   | Hubert Van Innis | BEL  | 139   |
| Zilver | Julien Brulé     | FRA  | 94    |

Slechts twee deelnemende schutters.

### Bewegend vogeldoel, 33 m, team
| rang   | sporters | land | score |
| ------ | --- | ---- | ----- |
| Goud   | Hubert Van Innis Alphonse Allaert Edmond De Knibber Louis Delcon Jérôme De Mayer Louis Van Beeck Pierre Van Thielt Louis Fierens | BEL  | 2958  |
| Zilver | Léonce Quentin Julien Brulé Pascal Fauvel Eugène Grisot Eugène Richez Paul Leroy Artur Mabellon Léon Epin                        | FRA  | 2586  |

Slechts twee deelnemende ploegen.

### Bewegend vogeldoel, 28 m, individueel
| rang   | sporter          | land | score |
| ------ | ---------------- | ---- | ----- |
| Goud   | Hubert Van Innis | BEL  | 144   |
| Zilver | Léonce Quentin   | FRA  | 115   |

Slechts twee deelnemende schutters.

### Bewegend vogeldoel, 28 m, team
| rang   | sporters | land | score |
| ------ | --- | ---- | ----- |
| Goud   | Janus Theeuwes Tiest van Gestel Theo Willems Piet de Brouwer Janus van Merriënboer Joep Packbiers Driekske van Bussel Jo van Gastel | NED  | 3087  |
| Zilver | Hubert Van Innis Alphonse Allaert Edmond De Knibber Louis Delcon Jérôme De Mayer Louis Van Beeck Pierre Van Thielt Louis Fierens    | BEL  | 2924  |
| Brons  | Léonce Gaston Quentin Julien Louis Brulé Pascal Fauvel Eugène Grisot Eugène Richez Paul Leroy Artur Mabellon Léon Epin              | FRA  | 2328  |

## Medaillespiegel
| rang   | land      | goud | zilver | brons | totaal |
| ------ | --------- | ---- | ------ | ----- | ------ |
| 1      | België    | 8    | 4      | 2     | 14     |
| 2      | Frankrijk | 1    | 4      | 1     | 6      |
| 3      | Nederland | 1    | 0      | 0     | 1      |
| totaal | totaal    | 10   | 8      | 3     | 21     |

Parijs 1900 · 
St. Louis 1904 · 
Londen 1908 · 
Antwerpen 1920 · 
München 1972 · 
Montréal 1976 · 
Moskou 1980 · 
Los Angeles 1984 · 
Seoel 1988 · 
Barcelona 1992 · 
Atlanta 1996 · 
Sydney 2000 · 
Athene 2004 · 
Peking 2008 · 
Londen 2012 · 
Rio de Janeiro 2016 · 
Tokio 2020 · 
Parijs 2024 · 
Los Angeles 2028
Medaillewinnaars 
Atletiek · Boksen · Boogschieten · Gewichtheffen · Hockey · Kunstrijden · Kunstwedstrijden · Moderne vijfkamp · Paardensport · Polo · Roeien · Rugby · Schermen · Schietsport · Schoonspringen · Tennis · Touwtrekken · Turnen · Voetbal · Waterpolo · Wielersport · Worstelen · IJshockey · Zeilen · Zwemmen